# Enzo Collotti
Enzo Collotti   (Messina, 15 d'agost de 1929 - Florència, 7 d'octubre de 2021) fou un historiador italià. Ensenyava Història Contemporània a la Universitat de Florència. Va ser un dels més importants historiadors de la Resistència a Europa.

## Investigació històrica
Enzo Collotti va centrar les seves investigacions històriques en l'anàlisi dels diferents feixismes existents a Europa en els anys d'entreguerres del segle passat. La seva obra més important és "L'Alemanya Nazi" publicada el 1962. Collotti defensava l'existència d'unes característiques generals per a tots els feixismes però amb diferents especificitats per a cada un dels casos: més racista a Alemanya i més tradicionalista a Espanya i Itàlia. La tesi de Collotti no ha estat assumida per tots els historiadors, a destacar Javier Tusell, Enrique Modariellos o E.H. Carr, entre d'altres.

## Obres
Les seves obres més destacades foren:
- L'Alemanya Nazi, 1962
- Feixisme, feixismes, 1989
- Diccionari de la Resistència, 2000